# Evgenij Savin
Evgenij Leonidovič Savin (in russo Евгений Леонидович Савин?; Belozersk, 19 aprile 1984) è un telecronista sportivo ed ex calciatore russo, di ruolo attaccante.

## Carriera

### Club
Ha giocato nella prima divisione russa.

### Nazionale
Nel 2006 ha segnato 3 reti in 6 presenze in Under-21.

## Palmarès

### Club

#### Competizioni nazionali
- Supercoppa di Russia: 1

Lokomotiv Mosca: 2003